# The Wall (Film)
The Wall ist ein US-amerikanischer Kriegsthriller aus dem Jahr 2017, bei dem Doug Liman Regie führte und Dwain Worrell das Drehbuch schrieb. Der Film handelt von zwei amerikanischen Soldaten, gespielt von Aaron Taylor-Johnson und John Cena, die von einem irakischen Scharfschützen in die Falle gelockt werden. Der Film wurde von Amazon Studios produziert und am 12. Mai 2017 von Roadside Attractions veröffentlicht. Der Film erhielt gemischte Kritiken von Kritikern und Publikum und spielte bei einem Budget von 3 Millionen Dollar 4,5 Millionen Dollar ein.

## Handlung
Am Ende des Irakkriegs werden der US-Army-Scharfschütze Shane Matthews und sein Spotter, Sergeant Allen Isaac, zur Untersuchung einer Pipeline-Baustelle in der irakischen Wüste ausgesandt, wo Bauunternehmer und ihre Sicherheitsleute einem Scharfschützen zum Opfer gefallen sind.
Die beiden warten 22 Stunden, bevor sie entscheiden, dass das Gelände gesichert ist. Matthews untersucht den Ort, wird jedoch von einem irakischen Scharfschützen angeschossen. Isaac versucht, den sterbenden Matthews zu retten, wird jedoch ebenfalls am rechten Knie verletzt, sein Funkgerät wird beschädigt und seine Wasserflasche zerstört.
Allein geht Isaac hinter einer bröckelnden  Mauer in Deckung. Der Scharfschütze hat sein Funkgerät auf den amerikanischen Kanal eingestellt und beginnt mit Isaac zu kommunizieren. Zunächst unter dem Vorwand, ein hochrangiger alliierter Soldat zu sein. Durch die Täuschung kann der Scharfschützen weitere nützliche Informationen von Isaac erhalten.  
Matthews vermutet das der Scharfschütze Juba sein könnte. Ein Kampfname für verschiedene Scharfschützen der irakischen Aufständischen, die dafür berüchtigt sind, ihre Angriffe auf amerikanische Soldaten zu filmen.
Matthews erlangt das Bewusstsein zurück und macht Isaac subtil darauf aufmerksam, dass er noch lebt. Matthews kriecht langsam im staubigen Wind zu seinem Gewehr, Isaac lenkt Juba mit Smalltalk ab. Matthews glaubt, dass der Scharfschütze sich auf einem Trümmerhaufen in der Nähe versteckt und schießt in diese Richtung. Der staubige Wind legt sich schnell. Der Scharfschütze sieht Matthews zur Mauer kriecht und schießt. Matthews wird an der linken Schulter verletzt, ein zweiter Schuss tötet ihn.
Isaacs Versuche das Hauptquartier um Hilfe zu bitten, werden durch den Verlust seiner Funkantenne erschwert. Er versucht, dieses Teil mit einer aus dem Funkgerät eines toten Auftragnehmers zu reparieren, erkennt jedoch, dass der Scharfschütze das frühere Einsatzteam als Vorwand benutzt hat, um Hilfe zu rufen und eine weitere Einsatztruppe in seine Falle zu locken.
Isaac hört die Rettungshubschrauber kommen, er drückt die Mauer nieder und versucht mit Matthews‘ Gewehr, Juba zu töten oder ihn zumindest herauszutreiben, damit die Besatzung des Rettungshubschraubers die Falle sehen kann. Juba schießt zweimal auf Isaac und verfehlt ihn. Isaac kennt nun die Position des Scharfschützen und feuert seinen letzten Schuss ab. Isaac steht auf und wartet auf Jubas nächsten Schuss, aber er kommt nicht. Daher nimmt er an, dass sein Schuss erfolgreich war und Juba entweder verletzt oder tot ist. Dann landen die Hubschrauber und das Rettungsteam nimmt Isaac und Matthews auf. Kurz nachdem die Hubschrauber abgehoben sind, schießt Juba beide erfolgreich in schneller Folge ab. Dann hört man ihn über Funk, wie er eine weitere Rettung anfordert, um eine neue Falle zu stellen.

## Produktion
Am 12. November 2014 wurde bekannt gegeben, dass Amazon Studios das erste Originaldrehbuch von Dwain Worrell gekauft hatte. Es handelt von einem amerikanischen Scharfschützen, der von einem irakischen Scharfschützen hinter einer Mauer gefangen gehalten wird. Worrell schrieb sein Drehbuch, während er in China Englisch unterrichtete. Worrell schöpfte aus seinem Hintergrund als Dramatiker, um den zweiten Akt des Drehbuchs auszuarbeiten, der sich auf Isaacs Gespräch mit dem Scharfschützen konzentriert. Worrell sagte: „Was mich daran interessierte, war das einfache Gespräch zwischen zwei Menschen. Das könnte man fast auf einer Parkbank in New York City mit zwei Typen führen, die Schach spielen. Es gibt diese Art von Dynamik zwischen den Charakteren im Film.“ Das Drehbuch erschien 2014 auf der Black List der beliebtesten nicht produzierten Drehbücher.
Am 29. März 2016 wurde berichtet, dass Doug Liman als Regisseur des Films engagiert worden war. Glen Basners FilmNation Entertainment kümmerte sich bei den Filmfestspielen von Cannes 2016 um den internationalen Vertrieb des Films, was eine Kinoveröffentlichung ermöglichte.
Am 9. Mai 2016 bestätigte Variety, dass Aaron Taylor-Johnson der Besetzung des Films beigetreten war, um Isaac, den jungen amerikanischen Soldaten, zu spielen. Am 29. November wurde berichtet, dass Amazon eine Partnerschaft mit Roadside Attractions eingegangen sei, um den Film zu vertreiben, in dem auch John Cena mitspielen würde, und der Film nun zwei amerikanischen Soldaten folgen würde. Amazon produzierte den Film zusammen mit Big Indie Pictures, Picrow und Dave Bartis.
Die Hauptdreharbeiten des Films endeten im November 2016 mit der Veröffentlichung eines ersten Bildes. Der US-Ranger-Scharfschütze Nicholas Irving „The Reaper“ war ein Berater am Set des Films.
Regisseur Doug Liman verrät im DVD-Kommentar, dass das ursprüngliche Ende des Films ein Happy End mit der erfolgreichen Rettung von Sergeant Isaac war. Nach der ersten öffentlichen Vorführung bat Liman zurück zu Amazon Studios, um zusätzliches Geld für die Neudrehung des Endes zu erhalten.

## Kritik
Auf der Bewertungsaggregator-Website Rotten Tomatoes hat der Film eine Zustimmungsrate von 65 %, basierend auf 125 Bewertungen, mit einer durchschnittlichen Bewertung von 6/10. Der kritische Konsens der Website lautet: „The Wall macht das Beste aus seinen Einschränkungen – wenn auch vielleicht nicht ganz genug, um seine eng fokussierte Handlung in einen durchweg fesselnden abendfüllenden Thriller auszudehnen.“